# 比沃拉里鄉
47°31′N 27°27′E / 47.517°N 27.450°E
比沃拉里鄉（羅馬尼亞語：Comuna Bivolari, Iași），是羅馬尼亞的鄉份，位於該國東北部，由雅西縣負責管轄，面積69平方公里，海拔高度57米，2007年人口4,485，人口密度每平方公里65人。